# Deniz Dağdelen
Deniz Dağdelen (18 de julio de 1997) es un deportista turco que compite en taekwondo. Ganó dos medallas de bronce en el Campeonato Europeo de Taekwondo, en los años 2018 y 2022.

## Palmarés internacional
| Campeonato Europeo | Campeonato Europeo       | Campeonato Europeo | Campeonato Europeo |
| Año                | Lugar                    | Medalla            | Categoría          |
| ------------------ | ------------------------ | ------------------ | ------------------ |
| 2018               | Kazán (Rusia)            | Medalla de bronce  | –54 kg             |
| 2022               | Mánchester (Reino Unido) | Medalla de bronce  | –54 kg             |